# محوطه گوور مزاره
محوطه گوور مزاره مربوط به عصر آهن - دوره سلجوقیان - دوره ایلخانی است و در شهرستان ابهر، بخش سلطانیه، غرب روستای ویک، چسبیده به خانه‌های روستایی واقع شده و این اثر در تاریخ ۲۶ دی ۱۳۸۶ با شمارهٔ ثبت ۲۰۵۲۵ به‌عنوان یکی از آثار ملی ایران به ثبت رسیده‌است.